# Station Jasień
Station Jasień is een spoorwegstation in de Poolse plaats Jasień.